# Tom Bialaszewski
Thomas Michael Bialaszewski, detto Tom (New York, 5 gennaio 1982), è un allenatore di pallacanestro statunitense.

## Carriera
Nato il 5 gennaio 1982 a New York e cresciuto a Buffalo, Bialaszewski inizia a giocare a basket all'età di 13 anni. Nel 2005 entra nello staff dei Cleveland Cavaliers con il ruolo di video intern.
Nell'estate del 2023 firma un biennale con la Pallacanestro Varese, iniziando così la sua prima esperienza come capo allenatore.
La sua avventura termina nel maggio 2024, finendo la stagione con un record di 12-18 e portando la squadra varesina alla salvezza.